# Tabanus jinghongensis
Tabanus jinghongensis är en tvåvingeart som beskrevs av Yang, Xu och Chen 1999. Tabanus jinghongensis ingår i släktet Tabanus och familjen bromsar. Inga underarter finns listade i Catalogue of Life.